# Zdjęcia Google
Zdjęcia Google, nazwa oryginalna Google Photos – usługa internetowa, której właścicielem jest amerykańskie przedsiębiorstwo Google. Usługa umożliwia wysyłanie zdjęć w rozdzielczości do 16 megapikseli i filmów w 1080p. W Zdjęciach Google użytkownik może organizować i wyszukiwać zdjęcia według lokalizacji i przedstawionych na nich obiektach.
W 2017 Zdjęcia Google miały ponad 500 milionów aktywnych użytkowników, którzy wysłali ponad 1,2 miliarda zdjęć. Aplikacja Zdjęć Google została zainstalowana ponad miliard razy.